# Stereocyclops incrassatus
Espèce
Synonymes
- Emydops hypomelas Miranda-Ribeiro, 1920

Statut de conservation UICN

 LC  : Préoccupation mineure
Stereocyclops incrassatus est une espèce d'amphibiens de la famille des Microhylidae.

## Répartition
Cette espèce est endémique du Brésil. Elle se rencontre dans les États de Bahia, d'Espírito Santo, du Minas Gerais, d'Alagoas et du Pernambouc.

## Publications originales
- Cope, 1870 "1869" : Seventh Contribution to the Herpetology of Tropical America. Proceedings of the American Philosophical Society, vol. 11, no 81, p. 147-192 (texte intégral).
- Miranda-Ribeiro, 1920 : Os engystomatideos do Museu Paulista (com um genero e tres especies novos). Revista do Museu Paulista, vol. 12, p. 281-288 (texte intégral).